# (6422) Akagi
(6422) Akagi est un astéroïde de la ceinture principale.

## Description
(6422) Akagi est un astéroïde de la ceinture principale. Il fut découvert le 7 février 1994 à Oizumi par Takao Kobayashi. Il présente une orbite caractérisée par un demi-grand axe de 2,63 UA, une excentricité de 0,15 et une inclinaison de 14,6° par rapport à l'écliptique.

## Compléments